# Мирзапур, Эбрахим
Эбрахим Мирзапур (перс. ابراهیم میرزاپور‎; род. 16 сентября 1978, Мемулан) — иранский футболист, вратарь, выступавший за различные иранские клубы и за сборную Ирана.

## Клубная карьера

### «Фулад»
Эбрахим Мирзапур начал свою профессиональную карьеру в Про Лиге в клубе «Фулад», игроком которого он был до августа 2006 года. Также он стал игроком национальной сборной во время своего выступления за «Фулад», быстро став номером один команды Ирана. Один из самых запоминающихся эпизодов выступления за «Фулад» стал гол в ворота Арменака Петросяна, забитый с удара от ворот. Мирзапур был капитаном «Фулада» в чемпионском сезоне 2004/2005. Он также выступал за клуб в Лиге чемпионов АФК. После Чемпионата мира 2006, несмотря на слухи о переговорах с клубами «Насьонал» из Португалии и «Сайпа», Мирзапур подписал годичный контракт с принципиальным соперником «Фулада», клубом «Эстеглаль Ахваз».

### «Эстеглаль Ахваз» и «Стил Азин»
Мирзапур получил тяжёлую травму всего после четвёртой своей игры в составе «Эстеглаля Ахваза», которая вывела его из строя на 14 месяцев. Следующим его появлением на поле стал выход в составе нового для него клуба «Стил Азин» в Кубке Ирана в матче с «Ширин Фаразом» в ноябре 2007 года.

### «Сайпа»
Затем в сезоне 2008/09 Мирзапур перешёл в клуб «Сайпа». Он начал его в качестве игрока основного состава, но не мог закрепить это место за собой и сыграл всего 16 матчей за сезон. Однако Мирзапур не спешил покидать «Сайпу». Второй сезон в её составе был более успешным, Мирзапур чаще появлялся на поле, а также вновь вызывался в сборную Ирана.

### Завершение карьеры
Летом 2010 года Мирзапур перешёл в клуб «Пайкан», но после вылета команды в Азадеган Лигу он покинул её и перебрался в «Шардари Тебриз» на следующий сезон, но получив серьёзную травму в конце чемпионата, не смог его завершить. На следующий год он уже выступал за клуб Азадеган лиги «Санг Ахан», сыграв 16 матчей. Мирзапур завершил карьеру профессионального футболиста в 2013 году.

### Клубная статистика
|                  |                  |                  | Лига | Лига | Кубок       | Кубок       | Азиатские | Азиатские | Всего | Всего |
| Сезон            | Клуб             | Лига             | Игры | Голы | Игры        | Голы        | Игры      | Голы      | Игры  | Голы  |
| Иран             | Иран             | Иран             | Лига | Лига | Кубок Ирана | Кубок Ирана | Азия      | Азия      | Всего | Всего |
| ---------------- | ---------------- | ---------------- | ---- | ---- | ----------- | ----------- | --------- | --------- | ----- | ----- |
| 1998/99          | Фулад            | Азадеган Лига    |      | 0    |             | 0           | -         | -         |       | 0     |
| 1999/00          | Фулад            | Азадеган Лига    |      | 0    |             | 0           | -         | -         |       | 0     |
| 2000/01          | Фулад            | Азадеган Лига    |      | 0    |             | 0           | -         | -         |       | 0     |
| 2001/02          | Фулад            | Про Лига         |      | 0    |             | 0           | -         | -         |       | 0     |
| 2002/03          | Фулад            | Про Лига         | 23   | 0    |             | 0           | -         | -         |       | 0     |
| 2003/04          | Фулад            | Про Лига         | 21   | 1    |             | 0           | -         | -         |       | 1     |
| 2004/05          | Фулад            | Про Лига         | 22   | 0    |             | 0           | -         | -         |       | 0     |
| 2005/06          | Фулад            | Про Лига         | 18   | 0    |             | 0           | 5         | 0         |       | 0     |
| 2006/07          | Эстеглаль Ахваз  | Про Лига         | 4    | 0    | 0           | 0           | -         | -         | 4     | 0     |
| 2007/08          | Стил Азин        | Азадеган Лига    | 5    | 0    |             | 0           | -         | -         |       | 0     |
| 2008/09          | Сайпа            | Про Лига         | 16   | 0    |             | 0           | 0         | 0         |       | 0     |
| 2009/10          | Сайпа            | Про Лига         | 22   | 0    | 0           | 0           | -         | -         | 22    | 0     |
| 2010/11          | Пайкан           | Про Лига         | 27   | 0    | 0           | 0           | -         | -         | 27    | 0     |
| 2011/12          | Шардари (Тебриз) | Про Лига         | 25   | 0    | 1           | 0           | -         | -         | 26    | 0     |
| 2012/13          | Санг Ахан        | Азадеган Лига    | 16   | 0    | 0           | 0           | -         | -         | 16    | 0     |
| Всего за карьеру | Всего за карьеру | Всего за карьеру |      | 1    |             | 0           | 5         | 0         |       | 1     |

## Международная карьера
Вызов Эбрахима Мирзапура в национальную сборную вызвал немалое удивление в Иране, когда тогдашний тренер сборной Ирана хорват Мирослав Блажевич предпочёл его более опытным голкиперам. Несмотря на первоначальную нервозность в игре Мирзапура, хорошие результаты в товарищеских встречах придали ему уверенности и гарантировали место в воротах сборной в матчах отборочного турнира Чемпионата мира 2002.
Эбрахиму Мирзапуру удалось сохранить место в стартовом составе сборной, тренируемой Бранко Иванковичем. Ему удалось сохранить свои ворота в неприкосновенности в ряде ключевых матчей отборочного турнира Чемпионата мира 2006. На самом чемпионате мира 2006 Мирзапур провёл все 3 игры Ирана в этом турнире.

## Достижения

### Клубные
Фулад
- Чемпионат Ирана (1): 2004/2005 (чемпион)

### В составе сборной Ирана
- Летние Азиатские игры (1): 2002
- Кубок вызова АФК/ОФК (1): 2003
- Кубок Федерации футбола Западной Азии (1): 2008